# 寒別站

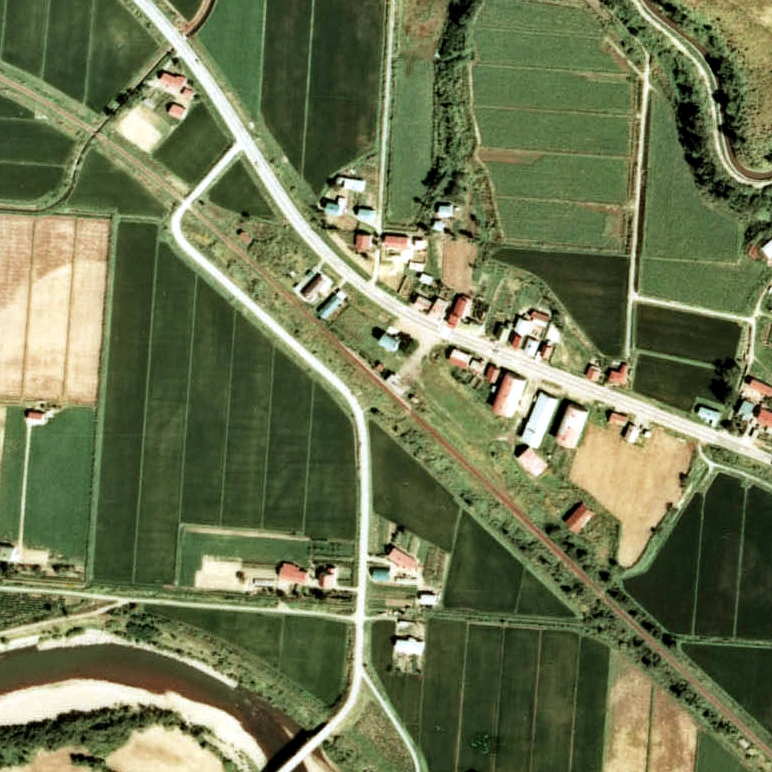
1976年的寒別站與方圓約500米範圍。左上方是俱知安方向。

寒別站（日语：／ Kambetsu eki */?）是位於北海道虻田郡俱知安町字寒別，日本國有鐵道的膽振線車站（廢站）。隨著膽振線廢除，車站在1986年（昭和61年）11月1日廢除。

## 歷史
- 1919年（大正8年）11月15日 - 國有鐵道京極輕便線俱知安站至京極站之間開通，此站啟用。當時為一般車站[1]。
- 1922年（大正11年）9月2日 - 路線改名為京極線。
- 1944年（昭和19年）7月1日 - 膽振縱貫鐵道在戰時被收購，膽振縱貫鐵道線國有化。膽振縱貫鐵道之路線名改名為膽振線[1]。京極線也編入至膽振線。
- 1961年（昭和36年）4月1日 - 成為業務委託車站。
- 1971年（昭和46年）10月1日 - 結束處理貨物[1]。
- 1980年（昭和55年）5月15日 - 結束處理行李[1]。同時成為無人車站[3]（簡易委託化）。
- 1986年（昭和61年）11月1日 - 膽振線全線廢除，此站也廢除[2]。

## 車站構造
截至車站廢除前，此站是地面車站，設有1面1線的單式月台。月台位於路軌東北邊（俱知安方向的列車會開啟右邊車門）。此站沒有設置轉轍器。曾經此站設有2面2線的相對式月台，當時可進行列車交會。後來其中一條路軌在廢除交會設備運用後，與月台一同被撤走。
此站是無人車站。在有人車站時代還有車站大樓。車站大樓位於站內東北方，鄰接東邊月台。

## 站名的由來
車站名稱取自所在地名。地名源自阿伊努語的「ヌプリ・カウン・ベツ」，其意思是「一條河流流入山頂」，後來把該話語的前半省略。

## 使用狀況
- 在1981年度（昭和56年度），1日上下車人次為26人[4]。

## 車站周邊
- 國道276號（日语：国道276号）（尻別國道）[5]
- 尻別川（日语：尻別川）[5]
- 羊蹄山（蝦夷富士） - 位於車站西南邊[5]。

## 現況
截至2001年（平成13年），月台還存在。路軌遺址變成了甜菜田。截至2010年（平成22年）和2011年（平成23年）也是同樣。

## 相鄰車站
日本國有鐵道
膽振線
北岡－寒別－參鄉

## 注腳
1. 1 2 3 4 5 6  石野哲（編）. . JTB. 1998: 860. ISBN 978-4-533-02980-6 （日语）.
2. 1 2  . 官報. 1986-10-14 （日语）.
3. ↑  . 交通新聞 (交通協力會). 1980-05-18: 1 （日语）.
4. 1 2 3 4  書籍《国鉄全線各駅停車1 北海道690駅》（小學館，1983年7月發行）94頁。
5. 1 2 3  書籍《北海道道路地図 改訂版》（地勢堂，1980年3月發行）6頁。
6. ↑  書籍《鉄道廃線跡を歩くVIII》（JTB出版，2001年8月發行）68-69頁。
7. ↑  書籍《新 鉄道廃線跡を歩く1 北海道・北東北編》（JTB出版，2010年4月發行）152-154頁。
8. ↑  書籍《北海道の鉄道廃線跡》（著：本久公洋，北海道新聞社，2011年9月發行）205頁。